# Portrait de la marquise de Santiago
Le portrait de la marquise de Santiago est une huile sur toile peinte par Francisco de Goya en 1804. C’est le pendant de la toile de son épouse, le Portrait du Marquis de San Adrián.

## Contexte
Dans les années 1790, Francisco de Goya était devenu un peintre à la mode, dont les portraits étaient très demandés, tant par l’aristocratie que par la haute bourgeoisie madrilène. Avec cette série de tableaux des années 1800, il initie la période la plus féconde de sa vie, qui lui assura sa renommée et sa fortune.
Doña María de la Soledad Fernández de los Ríos était mariée avec le marquis de Sant Adrian. Goya réalise ici encore un portrait double, dans le style anglais, s’inscrivant dans les traditions hispaniques des portraits doubles mais s’éloignant nettement des portraits veslasquiens aux fonds neutres et de la mode baroque dont les personnages adoptaient  des poses symétriques.
La jeune marquise aux traits disgracieux tirés par la maladie mourut quelques années après.

## Analyse

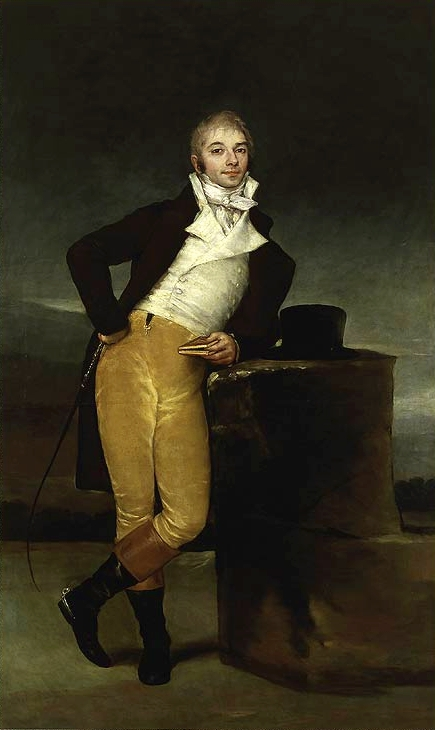
Portrait du Marquis de San Adrián, pendent de ce portrait.

Doña María de la Soledad Fernández de los Ríos est représentée, debout, de corps entier, dehors – marquant le style anglais -  dans un champ – peut être les abords d’une résidence champêtre. Elle porte une robe noire avec une mantille blanche couvrant sa tête, des chaussettes de soie. Sa main gauche porte un éventail – accessoire indispensable à la mode – et pose son poing droit à la ceinture.
La lumière provient de la gauche et éclaire la poitrine de la dame, son visage et sa mantille. Son regard est absent, le geste perdu malgré le poing décidé sur la hanche ; Goya rend compte de la psychologie de es personnages, et fait contraster le portrait de la marquise avec celui de son mari, l'élégant et indolent marquis de Sant Adrian.
Les noirs et les blancs dominent les coloris.